# Металогия
Металогия, металогический стиль (от др.-греч. μετά 'через, после' и λόγος 'слово') — образная речь; употребление в художественном тексте слов и выражений в переносном значении. Противоположность автологии.
В текстах металогического характера слова употребляются в образном, фигуральном значении; к области металогии относятся такие стилистические фигуры, как метафора, сравнение, метонимия, гипербола, литота, эпитет и др. При этом художественный образ как таковой может основываться как на металогии, так и на автологии; даже в отсутствие металогического словоупотребления возможна так называемая «безо́бразная образность». «Чистая» металогия и «чистая» автология встречаются редко: в автологическом тексте могут присутствовать металогические включения, и наоборот. Примером сочетания автологического и металогического стилей могут служить первая и последняя строфы стихотворения «Осень» Константина Бальмонта:
Поспевает брусника,

Стали дни холоднее,

И от птичьего крика

В сердце только грустнее.

<…>

Солнце реже смеется,

Нет в цветах благовонья.

Скоро Осень проснется

И заплачет спросонья.
Преимущественное тяготение к металогии либо автологии — важная характеристика авторского стиля. Автологическим либо металогическим может быть также ораторский стиль; для первого, лишённого образности, характерны строгая рациональность и логизированность; для второго, основанного на ней, — эмоциональность и экспрессивность.